# Jan Waterschoot
Jan Waterschoot, né le 15 octobre 1892 à Anvers et mort le 22 avril 1968 à Berchem, est un illustrateur et auteur de bande dessinée belge néerlandophone. Il a aussi utilisé les pseudonymes Jan Wauters et Jif.
Jan Waterschoot était un illustrateur réaliste flamand. Son style graphique s'inspire des illustrateurs français d'avant la Première Guerre mondiale. Connu pour ses illustrations dans de nombreux magazines confessionnels, en activité pendant un plus d'un demi-siècle.

## Biographie
Jan Waterschoot naît le 15 octobre 1892 à Anvers,,.

### Début de carrière
Pendant la Première Guerre mondiale, il collabore avec le peintre Joe English et réalise des cartes postales illustrées publiées en soutien au Secrétariat des lycéens catholiques flamands (SKVH).
Après la guerre, le vétéran tente sa chance à Paris pendant plusieurs années, mais revient et commence à travailler pour les Éditions Averbode (Goede Pers/Altiora), la branche éditoriale de l'abbaye d'Averbode. Waterschoot travaille en étroite collaboration avec Jos De Swerts et illustre, entre autres, Vlaamsche Filmkens (nl), qui a son pendant en français Presto Films.

### Zonneland
Il fait ses débuts dans la bande dessinée avec De Reis van twee antwerpse kleuters, une bande dessinée encore du type spinalien, qui paraît le 4 avril 1937 dans Zonneland et dans Petits Belges en 1937. Suivi par De Vurige Beker (1937), Apostels der jeugd : het leven van Priester Edward Poppe (1938), De Man die nooit meer moe werds, De Gezusters Willekens en de zwarte kat (1938), Een prins gevraagd in muizenrijk (1938) et 4 Jongens doen de Ronde van België, des histoires parues à la fin des années 1930. Il réalise encore une biographie de Jean-Baptiste de la Salle, alternant les thèmes historico-religieux avec des histoires humoristiques.
Selon l'essayiste et spécialiste du 9e art Danny De Laet qui écrit dans son ouvrage Au-delà du septième art - histoire de la bande dessinée belge : « Il ne faut toutefois pas mésestimer l'influence d'un George Van Raemdonck sur les dessinateurs flamands de son époque. Un Jan Waterschoot p.e. s'inspire autant de Zig et Puce que de Bulletje en Bonestaak quand il dessine De Lotgevallen van Birrs en Baur [« Les Aventures de Birrs et Baur »] [...] »

### Johnny l'orphelin
Puis, en 1938, il démarre avec Johnny l'orphelin, sur texte de Roger Guisolles dans Petits Belges, série qui sera reprise en néerlandais (Johnny de Weesjongen) respectivement dans les Vlaamsche Filmkens, en 1939, puis dans Zonneland en 1940. L'histoire se développe d'abord dans les monts Alleghanis où l'orphelin Johnny est en prise avec le bandit Terck afin d'assurer le salut d'un fils de riches dénommé William. Le récit fait paraître une suspension du temps en un siècle soucieux d'échapper à toute regrettable évolution. Cette bande couronne la nouvelle mentalité de la maison d'édition et fait à plusieurs reprises la couverture en 1941. Johnny continuera jusqu'en 1942 mais les restrictions de papier d'abord, l'interdiction de paraître ensuite, élimineront Zonneland/Petits Belges du marché.
En 1947, Renaat Demoen lui succède au moins jusqu'en 1961. Il en fera un grand succès populaire sous le titre général de Johnny et Annie.

### Après-guerre
Après la guerre, l'œuvre de Waterschoot continue d'être publiée en français dans le magazine Feu Sacré — hebdomadaire, organe de la Croisade eucharistique et de la Fédération des Cadets —, où il réalise entre autres Un Drame chez les Indiens dès le 30 novembre 1947. Il revient à la bande dessinée flamande lorsqu'il entame une collaboration avec Kleine Zondagsvriend (KZV) en 1948. Il y crée entre autres Het Brigandje [« Le Petit Brigand »], sous le pseudonyme de Jif, Robrecht de Fries sur Robert Ier de Flandre et Een vlaamse reus in 't Rotsgebergte. Dans les années 1950, il est présent dans Tam-Tam avec De Grote Zwartrok [« La Grande Robe noir »] sur un texte de J. van Overstraeten, sur le missionnaire Pierre-Jean De Smet. Pour les éditions anversoises L. Opdebeek, il dessine 6 albums dans la collection « Meesterwerken in Beeld » [« Chefs-d’œuvre en images »]. Dans cette collection, il réalise 1953 à 1956 des adaptations en bande dessinée de Jan Zonder Vrees [« Jean sans Peur »], Gullivers Reizen [« Les Voyages de Gulliver »], Don Quichotte, Les Trois Mousquetaires, De Negerhut van Oom Tom [« La Case de l'Oncle Tom »] et Robinson Crusoë [« Robinson Crusoé »].
Waterschoot réalise diverses bandes dessinées religieuses pour Ons Kerkklokje (Kerkelijk Leven (renommé plus tard Kerk en Leven (nl)), telles que Willem van Saeftinge, de Strijdende Monnik, (1953) sur le templier Willem van Saeftinghe édité en album aux Éditions Halewijn (nl) en 1957. Il enchaîne l'année suivante avec Pie XII, Apostel van de Vrede [« Pie XII, apôtre de la paix »] (1958). Il réalise également Rubens, Kunstenaar en Diplomaat et De Pimpelteentjes op Apenjacht dans le magazine. Dans MK-Het Weekblad, Waterschoot illustre des biographies en bandes dessinées, entre autres, de Quinten Metsijs, de Smid van Antwerpen [« Quentin Metsys, forgeron d'Anvers »] (1962-63, sous le pseudonyme de Jan Wouters) et de Pieter Pauwel Rubens, Prins der Vlaamse Schilders [« Pierre Paul Rubens, Prince des peintres flamands »]. Outre les bandes dessinées, Waterschoot a également réalisé de nombreux travaux d'illustration, par exemple avec le livre pour enfants Oost-West Thuis Best de Flora Engels (c.a. 1935), qui mettait en vedette une souris portant le nom de Mieke Muis à la consonnance rappelant une autre souris...

### Aux éditions Durandal
Dès 1938, il entame une collaboration avec les éditions bruxelloises Durandal, les parisiennes Éditions Lethielleux et le romancier catholique Édouard Ned, fondateur de la collection « Roitelet » en 1932, suivie par la collection « Durandal » en 1936, toutes eux à destination de la jeunesse. Waterschoot réalise dans cette première collection, les illustrations de couvertures les 7e et 48e numéros intitulés respectivement Grison, histoire d'un chien (1938) et Six ou sept ? (1948), écrits par Joseph Ozier. Il contribue de la sorte à la collection « Durandal » avec les 11e, 26e, 52e, 54e et 53e : La Légende merveilleuse de Godefroid de Bouillon, La Chanson de Roland, Le Diable du Yorkshire (1943), Mademoiselle (1943) et Bois en Ardenne (1943), ce dernier étant écrit par l'écrivain Henri Davignon. Il signe ces ouvrages qui connaissent de multiples rééditions du simple J. Waterschoot.

### Replacement dansOhee
Il bénéficie parmi les premiers comme d'autres auteurs flamands tels Berck, Buth, Clément, Jef Nys ou Karel Verschuere d'un support supplémentaire avec la création le 1er avril 1963 d'Ohee (nl) sous la houlette du rédacteur en chef J. Van Ingelgom, publication qui reprend la formule de Samedi-Jeunesse, c'est-à-dire une histoire complète dans chaque numéro et un rédactionnel fort réduit pour boucher les trous. Ce sera d'ailleurs le cas avec Willem van Saeftinge.
Il meurt le 22 avril 1968 à l'âge de 75 ans.

## Œuvres
Liste des publications en français

### Illustrations
Liste sélective d'ouvrages en français
- Joseph Ozer et Jan Waterschoot (ill.), Grison, histoire d'un chien, Bruxelles, Durendal, coll. « Roitelet » (no 7), 1938, 91 p. (OCLC 1400889506, présentation en ligne)
- Joseph Ozer et Jan Waterschoot (ill.), La Légende merveilleuse de Godefroid de Bouillon, Bruxelles, Durendal, coll. « Roitelet » (no 11), 1938, 98 p. (OCLC 1010215239, présentation en ligne)réédition J. Petitpas en 1976 (OCLC 1009498236).
- Gérard Cotton et Jan Waterschoot (ill.), La Chanson de Roland[11] [« La Chanson de Roland ou de Roncevaux »], Bruxelles, Durendal, coll. « Roitelet » (no 26), 1942, 95 p. (OCLC 1400601225, présentation en ligne)première édition d'une réimpression.
- Pierre Montmajour et Jan Waterschoot (ill.), Le Diable du Yorkshire[12], Bruxelles, Durendal, coll. « Durendal » (no 52), 1943, 176 p. (OCLC 1400623278, présentation en ligne)
- Henri Davignon et Jan Waterschoot (ill.), Bois en Ardenne, Bruxelles, Durendal, coll. « Durendal » (no 53), 1943, 207 p. (OCLC 221150579, présentation en ligne).
- Jean de Longuenée et Jan Waterschoot (ill.), Mademoiselle[13], Bruxelles, Durendal, coll. « Durendal » (no 54), 1943, 176 p. (OCLC 82682861, présentation en ligne).
- Joseph Ozer et Jan Waterschoot (ill.), Six ou sept ?, Bruxelles, Durendal, coll. « Roitelet » (no 48), 1948, 93 p. (OCLC 1400435722, présentation en ligne).

### Publications en revue
- Un drame chez les Indiens du 30 novembre 1947 à ? dans Feu Sacré, 19e année[9].

#### Livres
: document utilisé comme source pour la rédaction de cet article.
- Danny De Laet et Yves Varende, Au-delà du septième art : histoire de la bande dessinée belge, Bruxelles, Ministère des affaires étrangères, du commerce extérieur et de la coopération au développement, coll. « Chroniques belges » (no 322), 1979, 302 p., ill. (OCLC 301693218, lire en ligne). .
- (nl) Rita Ghesquière et Patricia Quaghebeur (dir.), Averbode, een uitgever apart, 1877-2002, Averbode ; Louvain, Éditions Averbode , Presses universitaires de Louvain, coll. « Kadoc-Artes » (no 6), 2002, 548 p., ill. ; 29 cm (ISBN 9789031718771 et 9031718777, OCLC 783080652, présentation en ligne), p. 240, 244, 363, 365, 366, 368, 369, 370, 371, 376, 378, 379, 384, 409, 425.  lire sur Google Livres.